# محمد إلياس الكاندهلوي
الشيخ محمد إلياس الكاندهلوي (1885 ـ 13 يوليو 1944) هو عالم دين إسلامي هندي، أسس جماعة التبليغ.

## مولده
ولد محمد إلياس بن محمد إسماعيل الكاندهلوي الدهلوي سنة 1303 هـ (1885/1886 م) في قرية كاندهلة، وإليها نُسب، قبل أن يُنسب أيضًا إلى دهلي (دلهي) ويلقب بالدهلوي.

## تعليمه
بدأ الكاندهلوي حفظ القرآن في مكتب بالقرية، قبل أن يستكمل حفظه في دلهي على يد أبيه، الذي تولى أيضًا تعليمه اللغتين العربية والفارسية، ثم تتلمذ على رشيد أحمد الكنكوهي، ثم التحق بعد وفاة الكنكوهي بدار العلوم ديوبند سنة 1908.

## تأسيس جماعة التبليغ
في مطلع عشرينيات القرن العشرين، أعد الكاندهلوي نخبة من شباب خريجي المدارس الدينية من ديوبند وسهارانبور وأرسلهم إلى موات لتأسيس مجموعة من المساجد والمدارس الإسلامية في المنطقة. أطلق الكاندهلوي على هذه الجماعة لاحقًا اسم «جماعة التبليغ» (بالأردية: تبليغي جماعت)، وقد أثر الشيخ محمد إلياس الكاندهلوي في العديد من المشايخ مثل الشيخ أبي الحسن الندوي والشيخ محمد عمر بالمبوري.